# اچ‌ام‌اس ادینبرو (دی۹۷)
اچ‌ام‌اس ادینبورگ (دی۹۷) (به انگلیسی: HMS Edinburgh (D97)) یک کشتی است که طول آن ۱۴۱ متر (۴۶۳ فوت) می‌باشد. این کشتی در سال ۱۹۸۳ ساخته شد.